# کوکولو (کومونه)
کوکولو (به ایتالیایی: Cocullo) یک کومونه در ایتالیا است که در استان لاکویلا واقع شده‌است.

## خصوصیات
کوکولو ۳۱ کیلومترمربع مساحت و ۲۴۶ نفر جمعیت دارد و ۹۰۰ متر بالاتر از سطح دریا واقع شده‌است.

## نگارخانه

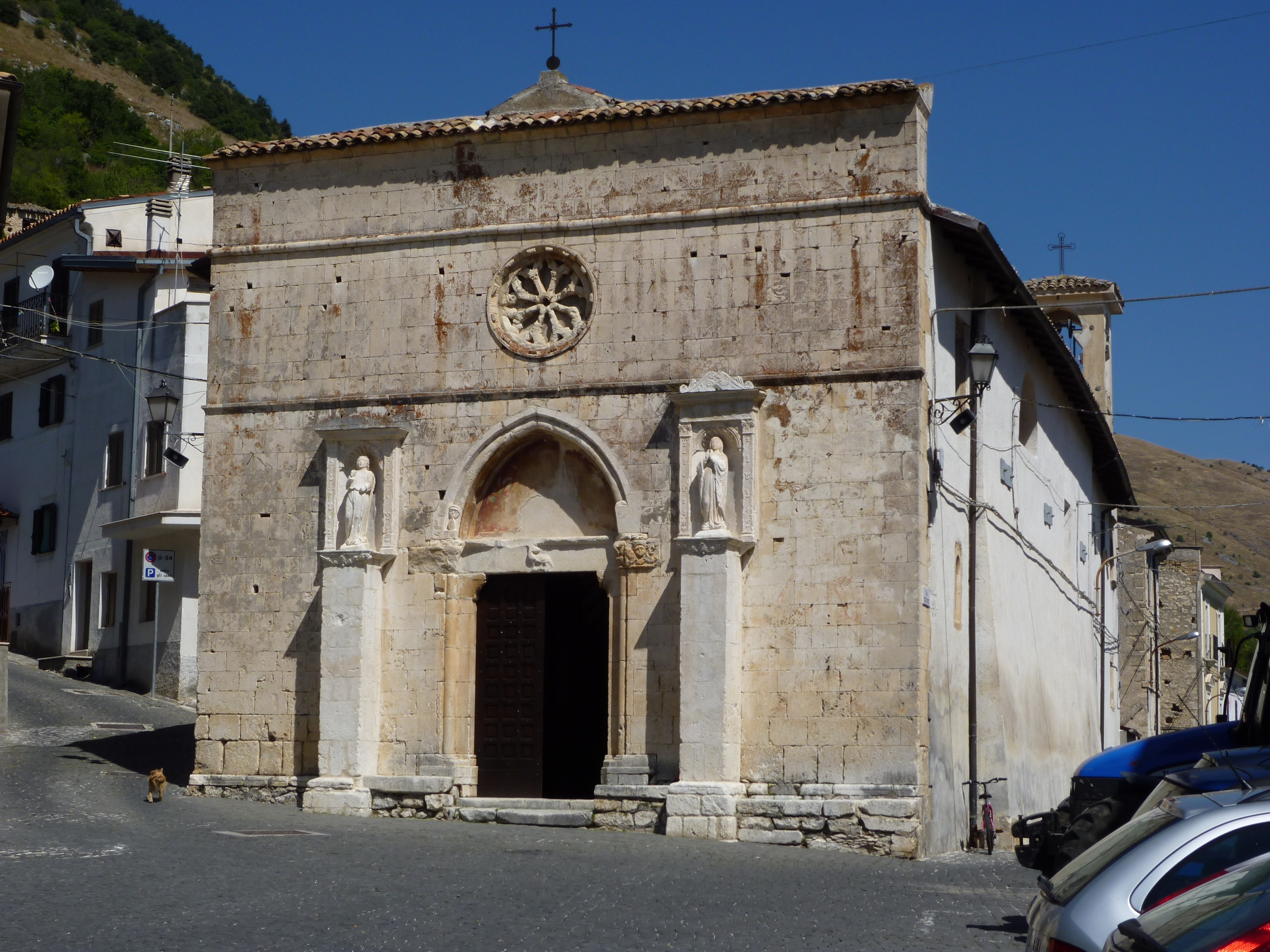